# Tithorea pacifica
Espèce
Tithorea pacifica est une espèce d'insectes lépidoptères de la famille des Nymphalidae, de la sous-famille des Danainae et du genre Tithorea.

## Dénomination
Tithorea pacifica a été décrit par Keith Richard Willmott (d) et Gerardo Lamas (d) en 2004.

### Noms vernaculaires
Tithorea pacifica se nomme Pacific Tigerwing Tiger en anglais.

### Liste des sous-espèces
- Tithorea pacifica pacifica ; présent dans l'ouest de l'Équateur.
- Tithorea pacifica concordia Willmott & Lamas, 2004 ; présent à Panama.
- Tithorea pacifica euphonia Willmott & Lamas, 2004 ; présent en Colombie[1].

## Description
Tithorea pacifica est un papillon aux ailes antérieures bien plus longues que les ailes postérieures et à bord interne concave.
Les ailes  antérieures sont de couleur marron très largement tachées de blanc depuis l'apex jusqu'à une ligne de taches allant de la moitié du bord costal à l'angle interne. Les ailes postérieures sont jaune orangé bordées de marron avec une ligne submarginale de petits points blancs dans cette bordure marron et ornées d'une tache ronde marron proche de l'apex.
Le revers est semblable.

## Écologie et distribution
Tithorea  pacifica est présent à Panama, en Colombie, en Équateur.

### Protection
Pas de statut de protection particulier.